# 昌迪加尔政治中心建筑群
昌迪加尔政治中心建筑群（Chandigarh Capitol Complex；）位于印度昌迪加尔，是建筑师勒·柯布西耶设计的政治中心建筑群，已列为联合国教科文组织世界遗产。

## 历史
它占地约100英亩，包括三座建筑：议会大厦（Palace of Assembly）、秘书处大楼（Secretariat Building）和高等法院（High Court），以及四座纪念碑：开掌纪念碑（Open Hand Monument）、几何山（Geometric Hill）、光影之塔（Tower of Shadows）和烈士纪念碑（Martyrs Monument），以及一个湖泊。 2016年被联合国教科文组织列入世界遗产名录。

## 画廊

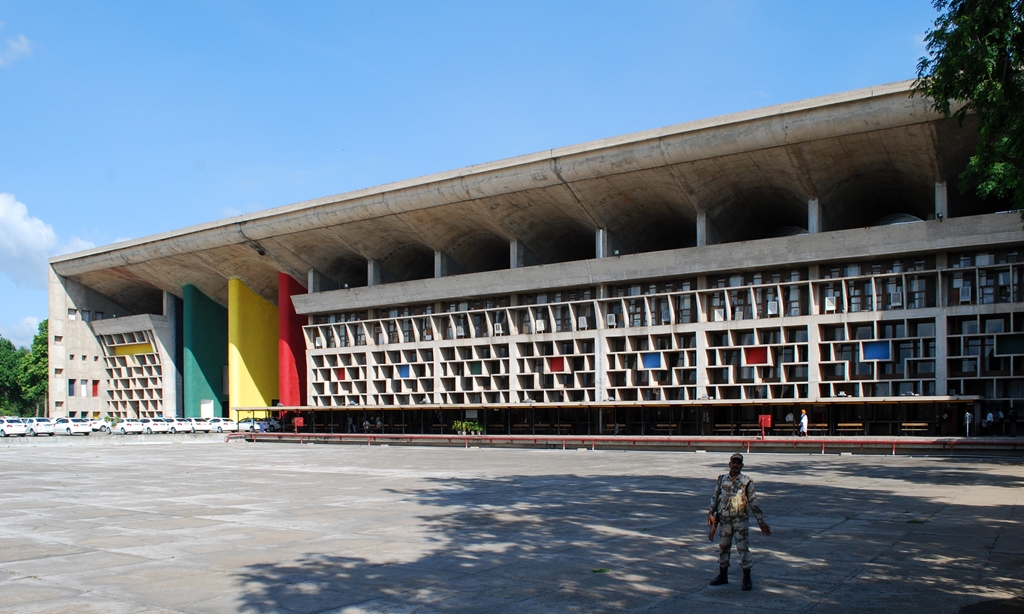
高等法院
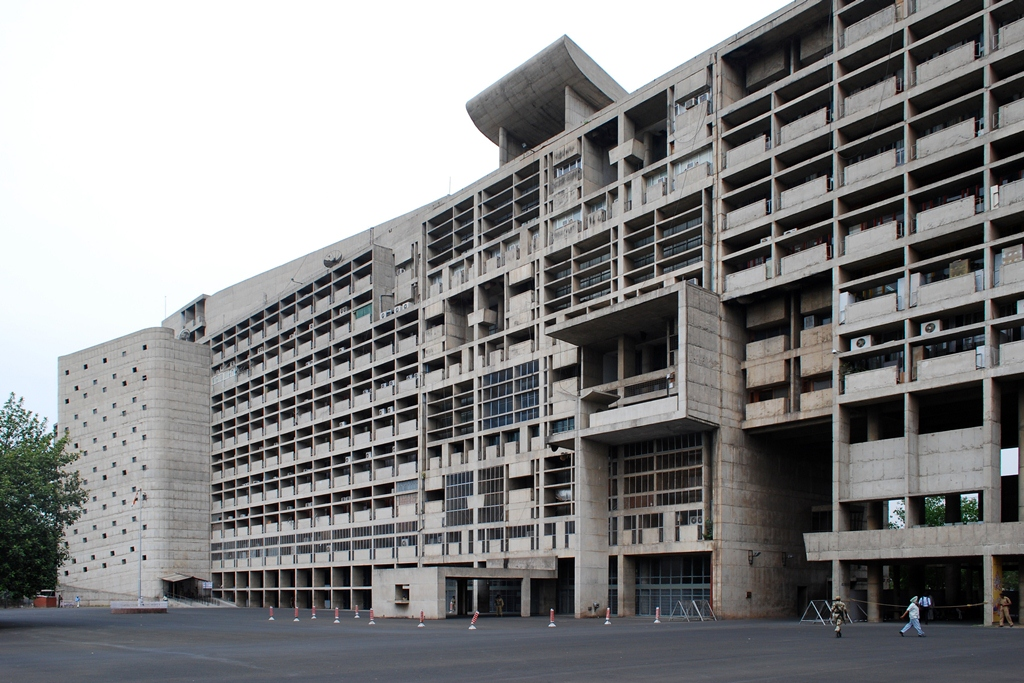
秘书处大楼
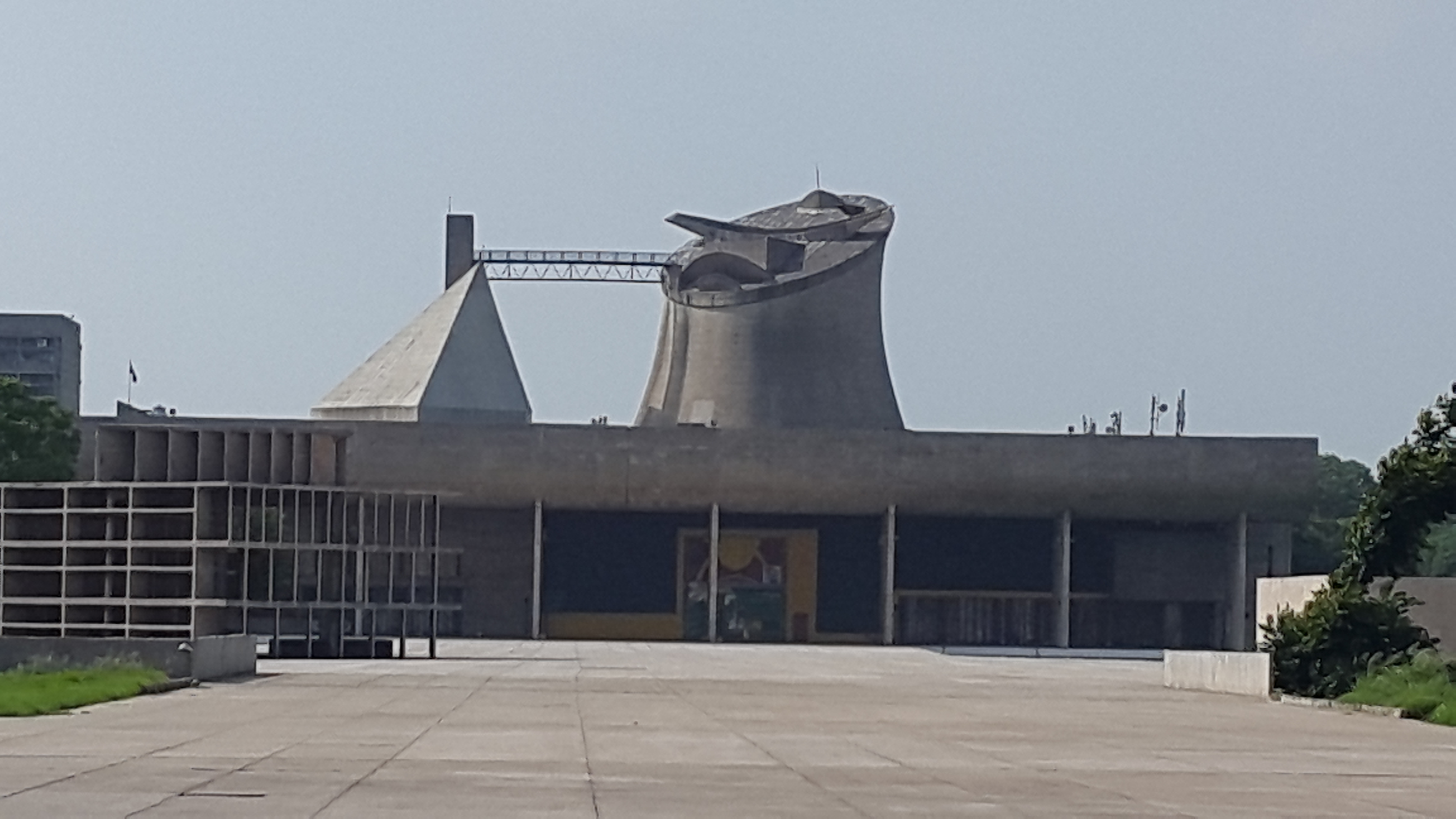
议会大厦
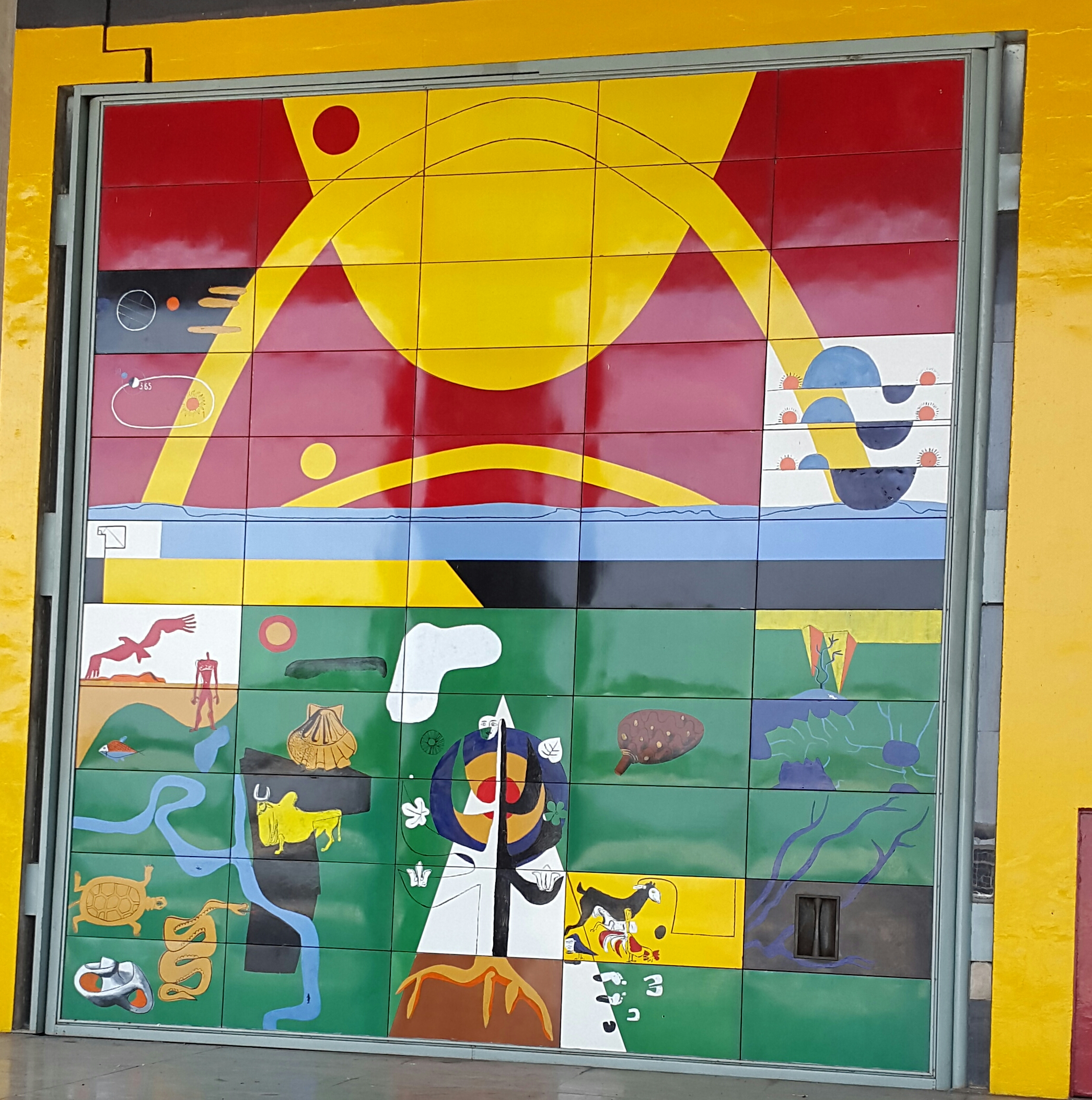
议会大厦入口
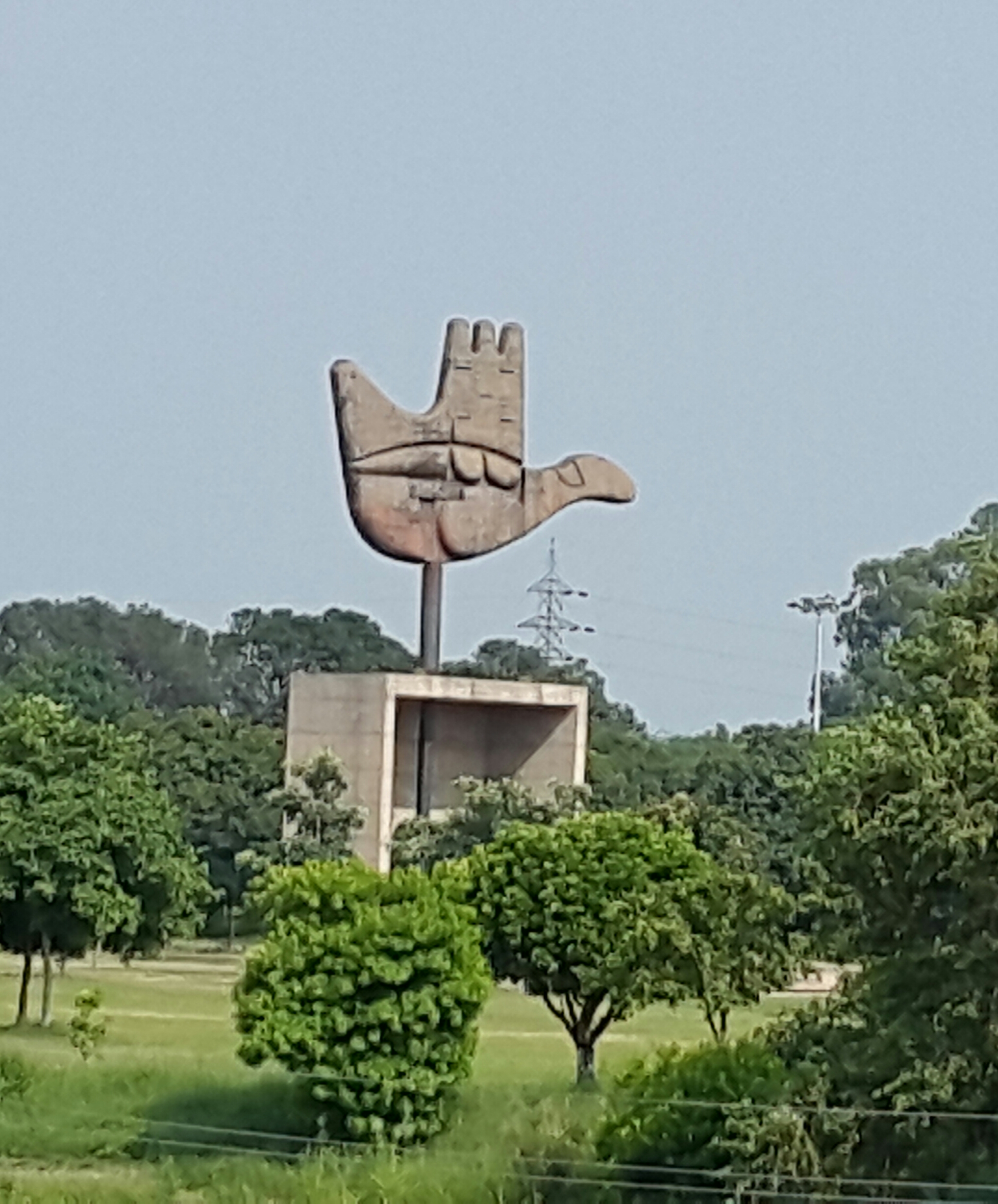
开掌纪念碑
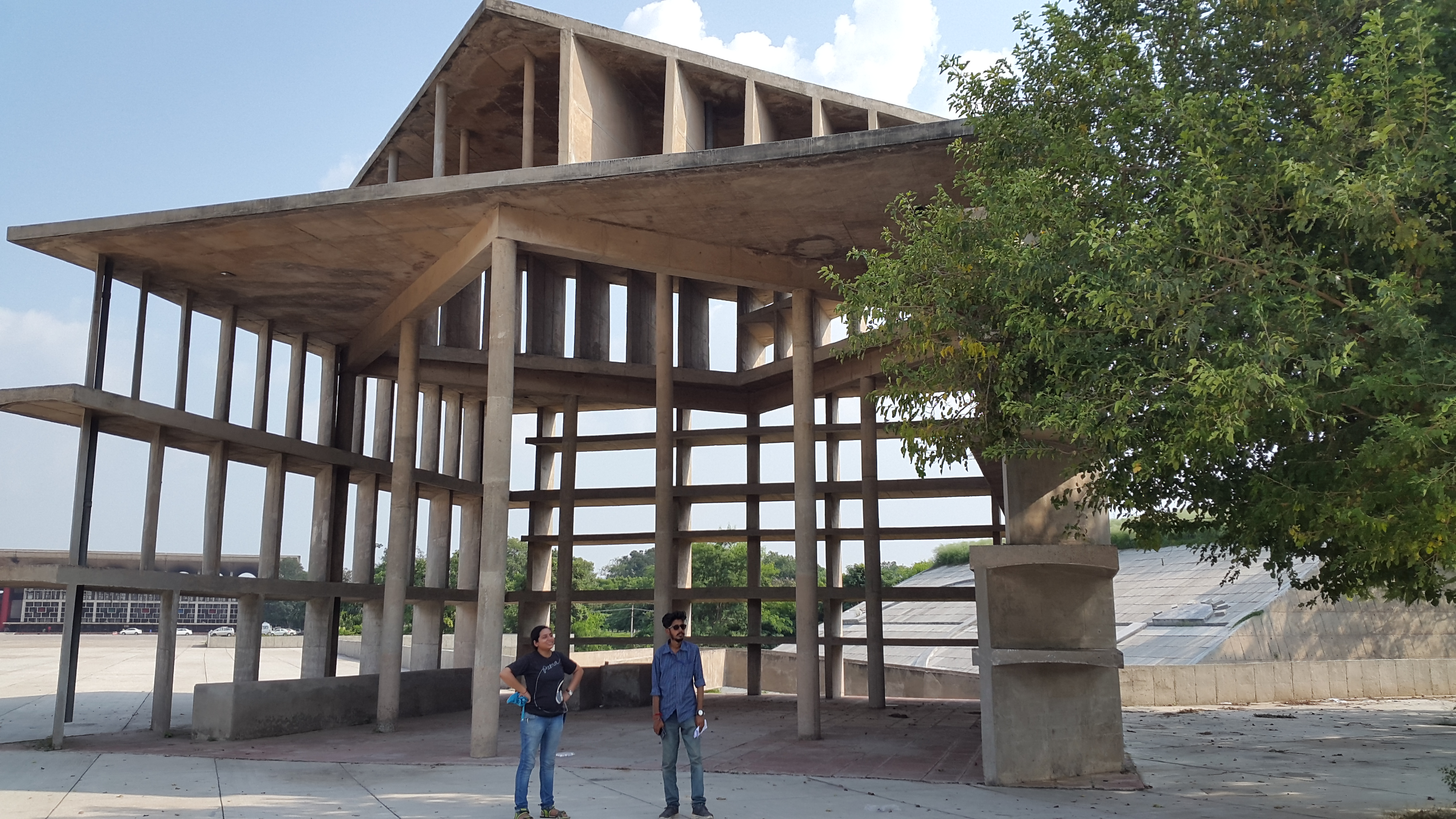
光影之塔
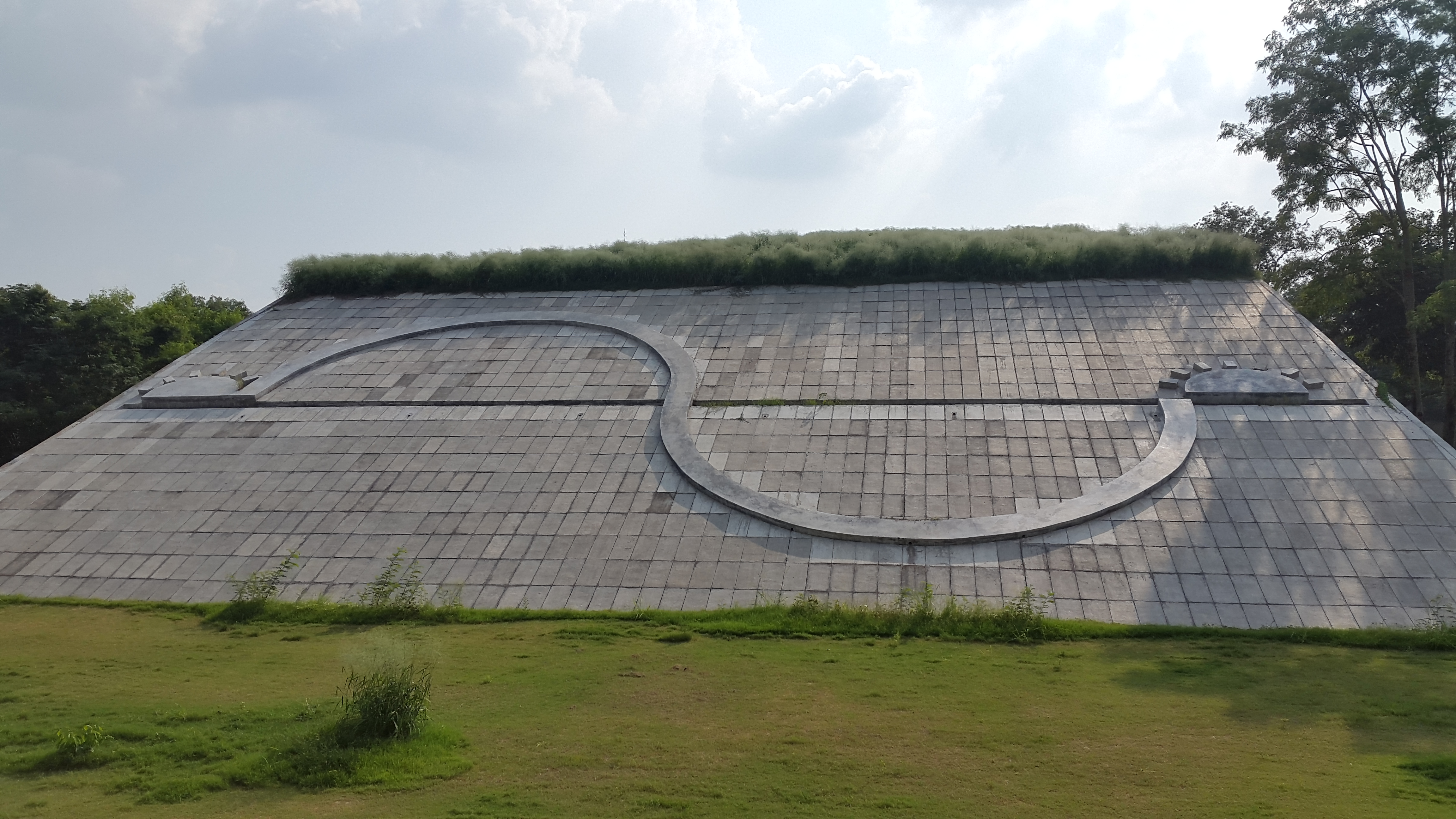
几何山